# Lorenzo Litta
Lorenzo Litta, italijanski rimskokatoliški duhovnik, škof in kardinal, * 23. februar 1756, Milano, † 1. maj 1820.

## Življenjepis
6. junija 1789 je prejel duhovniško posvečenje.
23. septembra 1793 je bil imenovan za naslovnega nadškofa Teb in 6. oktobra istega leta je prejel škofovsko posvečenje.
13. aprila 1794 je bil imenovan za apostolskega nuncija na Poljskem in 11. aprila 1797 še za apostolskega nuncija v Rusiji; s slednjega položaja je odstopil aprila 1799.
23. februarja 1801 je bil povzdignjen v kardinala in pectore.
28. septembra 1801 je bil ponovno povzdignjen v kardinala in imenovan za kardinal-duhovnika S. Pudenziana.
20. maja 1814 je bil imenovan za prefekta Kongregacije za propagando vere in 26. septembra istega leta še za kardinal-škofa Sabine.